# Скиапарелли, Эльза
Э́льза Луиза Мария Скиапаре́лли (итал. Elsa Schiaparelli; 10 сентября 1890 года, Рим, Италия — 13 ноября 1973 года, Париж, Франция) — парижский модельер и дизайнер, одна из создательниц «прет-а-порте».

## Биография

### Детство
Родилась в римском палаццо Корсини 10 сентября 1890 года. Её мать, Луиза Мария Скиапарелли, неаполитанская аристократка, а отец, Челестино Скиапарелли (ит.), учёный. Его исследования были сосредоточены на изучении исламского мира и эпохе Средневековья. Он также занимал должность декана Римского университета Ла Сапиенца, где Эльза позже изучала философию. Её дядей был знаменитый астроном, Джованни Скиапарелли, открывший «марсианские каналы». Двоюродный дядя, Эрнесто Скиапарелли, был известным египтологом, он обнаружил могилу Нефертари.
Эльза с детства приходила в восторг от изучения древних культур и религиозных обрядов. Эти источники вдохновили её написать сборник стихов под названием «Аретуса», основанный на древнегреческом мифе об охоте. Его содержание настолько встревожило её консервативных родителей, что они пытались укротить её фантазии, отправив её в монастырскую школу-интернат в Швейцарии. Оказавшись в пределах школы, Скиапарелли восстала против строгой власти, объявив голодовку. Родители были вынуждены забрать её домой. Однако, её стремление к приключениям и исследованию мира привело к тому, что при первой возможности Эльза покинула дом и отбыла в  Лондон, где стала гувернанткой с итальянским языком в доме английских аристократов. Ещё одной причиной «побега» было желание избежать брака с женихом, которого нашли для неё родители.

### Брак
В Лондоне Скиапарелли стала посещать лекции по теософии. В один из вечеров лектором был Виллем де Вендт, человек с разными псевдонимами, которого также звали Вилли Вендт и Вильгельм де Керлор, член Теософского общества. Де Керлор утверждал, что обладает экстрасенсорными способностями и многочисленными академическими дипломами, однако на деле был обыкновенным мошенником. Одновременно он выдавал себя за детектива и криминального психолога, доктора и лектора. Скиапарелли привлек этот харизматичный человек, и они объявили о своей помолвке уже на следующий день после своей первой встречи. Вскоре после этого они поженились — в Лондоне, 21 июля 1914 года, Скиапарелли было двадцать три года, её мужу — тридцать. Вильгельм де Керлор пытался зарабатывать на жизнь, укрепляя свою репутацию практикующего экстрасенса, поскольку пара в основном жила на деньги, которые давали состоятельные родители Скиапарелли. В 1915 году супруги были вынуждены покинуть Англию — де Керлор был депортирован после того, как его осудили за гадание. Впоследствии они жили в Париже, Каннах, Ницце и Монте-Карло, а затем уехали в Америку, весной 1916 года. Де Керлор арендовал офисы, чтобы разместить свое недавно открытое «Бюро психологии», где он надеялся добиться славы и богатства благодаря своей работе в качестве консультанта по паранормальным явлениям. Скиапарелли выступала в качестве его помощницы. К 1917 году знакомство де Керлора с журналистами Джоном Ридом и Луизой Брайант позиционировало его как возможного сторонника большевиков и коммунистического революционера. Пытаясь избежать постоянного внимания, де Керлор сбежал в Бостон в 1918 году, где продолжил свою деятельность.
15 июня 1920 года у них родилась дочь, Мария Луиза Ивонн Радха (по прозвищу «Гого»). Де Керлор переехал, оставив Скиапарелли наедине с новорожденной дочерью. В последующие годы, когда Гого спрашивала свою мать о её отсутствующем отце, ей говорили, что он умер. Опасаясь, что де Керлор попытается получить законную опеку над Гого, Эльза сменила фамилию ребёнка на Скиапарелли до их возвращения во Францию в 1922 году. В тот трудный период Скиапарелли поддерживала её близкая подруга Габриэль «Габи» Бюффе-Пикабиа (англ.), жена дада-сюрреалистического художника Франсиса Пикабиа, с которой она впервые встретилась на борту корабля во время трансатлантического плавания в Америку в 1916 году. В то время у Скиапарелли появился любовник, оперный певец Марио Лауренти, но эти отношения были прерваны смертью Лауренти в 1922 году. Скиапарелли и де Керлор развелись в марте 1924 года. В 1928 году де Керлор был убит в Мексике при невыясненных обстоятельствах.

### Жизнь в Париже
Её интерес к спиритизму превратился в естественную близость к искусству дада и сюрреалистических движений, а её дружба с Габи Пикабиа способствовала вступлению в этот творческий круг, в который вошли такие достойные члены, как Ман Рэй, Марсель Дюшан, Альфред Стиглиц и Эдвард Стайхен. Следуя примеру Габриэль Пикабиа и других, а также после смерти её любовника Лоренти, Скиапарелли уехала из Нью-Йорка во Францию в 1922 году. Выдающееся социальное положение, которое занимала её итальянская семья, гарантировало, что она будет принята желанными социальными кругами по её возвращении во Францию. Хотя Скиапарелли никогда не угрожала нищета, поскольку она продолжала получать финансовую поддержку от своей матери, тем не менее, она чувствовала необходимость получать независимый доход. Например, начала помогать Ман Рэю в его журнале Dada Société Anonyme, который просуществовал совсем недолго.

## Творчество
На дизайнерскую карьеру Эльзы Скиапарелли повлиял кутюрье Поль Пуаре, который прославился выбрасыванием корсетов и слишком длинных платьев и продвижением стиля, который обеспечивает свободу передвижения современной женщине. В более позднем возрасте Скиапарелли называла Пуаре «щедрым наставником, дорогим другом». Скиапарелли никогда не обучалась техническим навыкам изготовления одежды. Она драпировала ткань прямо на теле, иногда используя себя в качестве модели. Находясь в Париже, Скиапарелли — «Скиап» для своих друзей — начала делать свою собственную одежду.

### 1920-е
Однажды у Эльзы гостила знакомая из Америки, и она обратила внимание на свитер гостьи. Оказалось, что такие свитеры вяжет армянка-портниха, живущая неподалёку от дома Скиапарелли. Она и стала первым партнёром Эльзы, вместе они разрабатывали первые модели платьев и свитеров. Так появляется первый свитер, связанный вручную с мотивом тромплёй (фр. trompe-l'œil, «обман зрения»), который мгновенно становится хитом. Черно-белый, цветной, с бантом, геометрическим узором, скелетом (узор в виде омаров, затем перекочевавший на другие виды одежды), с пронзенным сердцем, с матросскими татуировками, африканскими узорами или абстрактными черепашьими мотивами, пуловер стали носить актрисы и знаменитости всех возрастов. После перелёта Атлантики Чарльзом Линдбергом Скиапарелли выпускает серию моделей, посвящённую авиации. Свитер стал настолько известным, что один американский журнал опубликовал выкройку без упоминания имени дизайнера. Позже коллекция трикотажа дополнилась пляжными пижамами, купальниками, твидовыми спортивными ансамблями, лыжными костюмами и вечерними платьями. Затем Скиапарелли удалось получить крупный заказ от фирмы «Strauss» на спортивную одежду, над выполнением которого трудились почти все женщины армянской общины Парижа. Этот заказ помог Эльзе получить широкую известность, а армяне смогли открыть свою трикотажную фабрику. На Рю-де-ля-Пе под вывеской «Для спорта» открывается Модный дом Скиапарелли.
В 1928 году Дом впускает первый аромат — одеколон unisex, который получил лаконичное название «S». По легенде, Эльза Скиапарелли в составе использовала только отдушки, название которых начинается с буквы «S».

#### Инновации
- Скиапарелли одной из первой стала использовать видимые молнии как декоративные, так и функциональные в Haute Couture.[15] Вместо того, чтобы быть скрытыми, застёжки-молнии стали ключевым элементом дизайна. Вместе с Чарльзом Джеймсом (англ.) Скиапарелли договорились с производителями о продвижении своих застёжек-молний, используя конкретные бренды в зависимости от того, где будет продаваться одежда (например, Éclair для парижских моделей, Lightning Fastener Co. для лондонских моделей и молнии Hookless Fastener Co. для американских экспортных моделей)[16];
- Появляются первые лицензии на производство одежды в США. Такая стратегия станет обычной практикой в модной индустрии много лет спустя.[15]

### 1930-е
1930-е годы стали настоящим расцветом для модного дома Скиапарелли. При создании своих коллекций Скиапарелли сотрудничала с такими художниками как Сальвадор Дали, Жан Кокто (сделал рисунки голов; некоторые из них были воспроизведены на спине вечерних манто, а одна, с длинными желтыми волосами, доходящими до талии, на костюме из серого полотна), Кеес ван Донген, Кристиан Берар, Марсель Верте, Луи Арагон и Эльза Триоле («аспириновое» фарфоровое ожерелье), Жан Дюнан (длинное платье с изображением сверхнатуралистичной складки, 1931 год), Мерет Оппенгейм (металлические и меховые браслеты). Её модели фотографировали Ман Рэй, Сесиль Битон и граф Этьен де Бомон.
Украшения занимали важное место в коллекциях Скиапарелли. Ее модели одежды известны своими необычными пуговицами, которые могли напоминать подсвечники, эмблемы игральных карт, корабли, короны, зеркала и сверчки или серебряные бубны, покрытую шелком морковь и цветную капусту. Для работы Скиапарелли привлекала также Жана Шлюмберже и Жана Клемана. Одним из её наиболее смелых сюрреалистических замыслов было ожерелье Rhodoid 1938 года, усеянное цветными металлическими насекомыми, которое создавало иллюзию, что клопы ползут прямо по коже владельца.
Вечерняя одежда появилась в коллекциях в 1931 году. Первые платья шились из роскошного шелка Роберта Перье (англ.). Результатом увлечения Скиапарелли сюрреализмом и дадаизмом стали коллекции одежды и аксессуаров, выделяющиеся своей необычностью. Считая, что новые недорогие ткани помогут стереть различия между классами, она старалась использовать искусственные материалы, которые лишь начинали завоёвывать рынок. Первый показ коллекции прошел в Saks в Нью-Йорке с большим успехом: Скиапарелли появляется на обложке журнала Time. Она становится первой женщиной-модельером, удостоенной такой чести. В журнальной статье её одежда представлена как «один из арбитров ультрасовременной высокой моды». 
В 1935 году доходы от бизнеса моды позволили Эльзе Скиапарелли приобрести известный Дом моды Louise Cheruit в центре Парижа по адресу 21 Place Vendôme. Это был Hôtel de Fontpertuis, построенный в XVII веке архитектором Пьером Пулеметом. На фасаде здания появилась новая вывеска — Schiap Shop. Эльза Скиапарелли здраво рассудила, что короткое «schiap» будет легче восприниматься парижскими модницами. В бывшем отеле в наследство от Louise Cheruit ей достались 98 комнат и рабочие студии.
В 1938 году на экраны кинотеатров вышел английский черно-белый художественный фильм «Пигмалион», — экранизация одноименной пьесы Бернарда Шоу. Часть женских платьев для фильма была создана Домом моды Скиапарелли.
В 1930-е годы происходит запуск полноценной коллекции парфюмерии. Первоначально Эльза Скиапарелли хотела, чтобы наименования выпускаемых ароматов начинались исключительно с буквы «S» (будучи суеверной, она полагала, что это приносит удачу); со временем от этой идеи отказались. Духи от Скиапарелли отличались необычной упаковкой и оригинальной формой флаконов. Флакон аромата Schiap (1934) венчала пробка в виде курительной трубки; духи Sleeping (1938) имели флакон, который изготавливался из лиможского фарфора и расписывался вручную, а его форма имитировала «горящую свечу»; флакон для аромата Le Castle был миниатюрной копией крепости с четырьмя башнями по углам.
Самым известным ароматом от Скиапарелли стали женские духи Shocking! (1936), созданные парфюмером из Граса 
Жаном Карле (фр. Jean Carles). Художница Леонор Фини, вдохновленная манекенщицей Мэй Уэст и сюжетами картин Сальвадора Дали, предложила для аромата Shocking! флакон в виде женского торса. Впоследствии форма флакона была скопирована Жаном-Полем Готье.

#### Сотрудничество с Сальвадором Дали
Дизайны Скиапарелли, созданные в соавторстве с Сальвадором Дали, являются одними из наиболее известных в её наследии. Документально подтверждено сотрудничество в создании таких моделей как шляпа-туфля и платья с омаром, «слёзы» и скелет. Существенное влияние Дали оказал на проект шляпы с котлетой из баранины и костюм 1936 года с карманами, имитирующими комод. Сальвадор Дали — автор идеи создания пудреницы для Скиапарелли в форме телефонного диска.
Платье с омаром Простое белое шелковое вечернее платье с малиновым поясом, на котором было изображение большого омара, повторявшего рисунок Дали на юбке. Платье было на герцогине Виндзорской Уоллис Симпсон во время фотосессии, сделанной фотографом Сесиль Битон в Шато-де-Конде незадолго до её свадьбы с Эдуардом VIII.
Платье «слезы» Тонкое бледно-синее вечернее платье с рисунком Дали из рваных слез, с вуалью длиной до бедра с «настоящими» слезами, аккуратно вырезанными и выложенными розовым и пурпурным, стало частью коллекции «Цирк» в феврале 1938 года. Модель была призвана создать иллюзию разорванной плоти животных, а слезы изображали мех на обратной стороне ткани и предполагали, что платье было сделано из шкур животных, вывернутых наизнанку. Фигуры в рваной, обтягивающей одежде, намекающие на разорванную плоть, появились на трёх картинах Дали ещё в 1936 году, одна из которых, «Некрофильная весна», принадлежала Скиапарелли.
Платье-скелет Дали также помогал Скиапарелли разработать скандальное платье-скелет для коллекции «Цирк». Это строго чёрное платье из крепа, в котором использовались стёганые лоскуты белой ткани для создания имитации рисунка мягких рёбер, позвоночника и костей ног.
Шляпа-туфля В 1937 году Дали набросал эскизы шляпы-туфли для Скиапарелли, которую она представила в своей коллекции Осень/Зима 1937—1938. Шляпа, имеющая форму туфли на высоком каблуке, имела пятку, стоящую прямо вверх, а носок был наклонен ко лбу пользователя. Эту шляпу носили муза Дали Гала, сама Скиапарелли и Дейзи Феллоуз, редактор французского Harper’s Bazaar.
В 1946 году Дом Скиапарелли выпустил в роскошном флаконе аромат Le Roy Soleil (Король-Солнце). По просьбе Эльзы Дали набросал эскиз навершия пробки флакона в виде солнечного лика, что придало изделию неповторимый облик.
Сальвадор Дали вспоминал в «Дневнике одного гения»: «…То же самое произошло у меня с Коко Шанель и Эльзой Скиапарелли, которые вели между собой гражданскую войну из-за моды. Я завтракал с одной, потом пил чай с другой, а к вечеру снова ужинал с первой. Все это вызывало бурные сцены ревности».
В 1930-е годы Дом Скиапарелли начинает расширяться и включает уже 400 сотрудников, распределенных по восьми мастерским.
Высокие доходы позволяют Скиапарелли заказать «шоковый» авторский дизайн интерьера её парижского салона Schiap Shop в аппартаментах Hôtel de Fontpertuis, который разработал Жан-Мишель Франк в сотрудничестве с Альберто Джакометти.

### Кризис индустрии моды 1939 — 1945
В годы Второй мировой войны численность сотрудников сократилась до 150 человек, которые работали каждую неделю на пониженной зарплате, что позволяло сохранять рабочие места. Салоны теперь включают магазины готовых изделий. С началом Второй мировой войны, в 1939 году, Скиапарелли приостановила производство. В этот период по заказу Армии спасения она создала дизайн униформы для женского персонала, однако выпуск изделий не был налажен.

#### Известные коллекции 1930-х
Коллекция «Le Cirque» — Эльза Скиапарелли была одной из первых, кто стал давать своим коллекциям названия. Презентация коллекции «Le Cirque» представляет собой новый поворотный момент — первое шоу, которое можно сравнить с сегодняшним показом мод;
Коллекция «Pagan» — ключевым элементом стала форма листьев плюща, одним из ключевым элементом эстетики Скиапарелли;
Коллекция «Зодиак» — Большая Медведица — любимое созвездие Эльзы Скиапарелли, поскольку оно повторяет форму родинок её левой щеки;
Коллекция «Commedia Dell 'Arte»;
Коллекция «Cash & Carry» — первое использование камуфляжа в Haute Couture. Создание комбинезона с большими молниями и макси-карманами, предназначенными для того, чтобы вместить эквивалент сумочки, и костюмов со встроенными сумками для предотвращения воздушных налетов.

##### Инновации
- Скиапарелли была известна своим использованием инновационных тканей, которые были сотканы, чтобы напоминать текстуры: кора дерева или крепированная бумага; плюш, сделанный, чтобы подражать горностаю; создание принтов. Она делала одежду из «морщинистой» вискозы за 50 лет до того, как Иссэй Миякэ начал производить такие же складки.[40]При изготовлении одежды из этих новых и непроверенных тканей возникла неожиданная опасность —у Дианы Вриланд расплавилось платье в химчистке после того, как синтетическая ткань превратилась в химический осадок при контакте с чистящими жидкостями[41];[42]Ткани, разработанные Робертом Перье

- С Чарльзом Колкомбетом она экспериментировала с акрилом, целлофаном, вискозой из трикотажа под названием «Jersela» и вискозой с металлическими нитями под названием «Fildifer» — впервые синтетические материалы использовались в Haute Couture[43];

- Некоторые из этих нововведений не были продолжены, как, например, её «стеклянная» накидка 1934 года из родофана, прозрачного пластика, связанного с целлофаном[44];

- В 30-е годы Дом Скиапарелли работает над усилением плечевой линии у пальто и костюмов, описанное как «жесткий шик», костюм для женщин мужского покроя с широкими плечами, который носила Марлен Дитрих и вскоре многие другие звезды Голливуда и обычные женщины[45];
- Получает патент на цельный купальник со встроенным бюстгальтером. «Встроенный» бюстгальтер—бюстгальтер с прокладкой позже будет и в вечерних и повседневных платьях[46];

- Появляется первое облегающее платье в Haute Couture[46];

- Новые лицензии в США для обуви и цветных колготок[47];

- Создание разделенных юбок, которые вызывают скандал в Англии. В 1931 году разделенная юбка Скиапарелли — предшественница шорт — потрясла теннисный мир, когда её надела Лили де Альварес на Уимблдоне в 1931 году[47].
- Создание коллажной печати (так называемой «газетный принт»).[48]

#### «Шокирующий розовый»
Один из фирменных цветов Скипарелли, который, как говорили, был вдохновлен розовым бриллиантом Daisy Fellowes Tête de Belier (Ram’s Head).

### 1940-е
Год спустя после оккупации Парижа она переезжает в США. В США при помощи Энн Морган Скиапарелли издаёт календарь «Франция в Америке», устраивает концерты французской музыки и совместно с Марселем Дюшаном организует выставки современного французского искусства, пытаясь всячески привлечь внимание состоятельных американцев к оккупированной Франции. В коллекции Скиапарелли «Весна 1940 года» были представлены «окопные» коричневые и камуфляжные тафты с принтом. Новая вечерняя одежда — шикарная и практичная. Куртки в стиле милитари становятся одним из фирменных предметов одежды Скиапарелли.
В 1946 году появляется гардероб «Созвездие» (шесть платьев, одно двустороннее пальто и три складные шапки весом до 12 фунтов). Этот дорожный гардероб вызывает сенсацию, поскольку он предвосхищает свободный образ жизни женщин.
В 1947 году появляется легендарное платье с вышитым розовым бантом. Юбер де Живанши назначен креативным директором бутика Schiaparelli. Он был им 4 года, прежде чем запустить свой собственный дом моды.
Несмотря на забастовку части её ателье в 1949 году, Эльза Скиапарелли представляет свою коллекцию с рисунками, показывающими булавки, образцы ткани и никаких петель. Смелый подход и молодой стиль коллекции делают её успешной.

### 1950-е
Дом моды Скиапарелли не смог подстроиться под изменения, которые произошли после Второй мировой войны и хотя выходили успешные коллекции, которые были признаны как критиками, так и покупательницами, бизнес доживал свои последние годы. Усложнился процесс зарубежных закупок, получения лицензий, хотя они и составляли небольшой процент, приходящийся на экспорт. Однако, это повлияло на бизнес. 
До того как крупные парижские дома моды оградили себя правилами, запрещавшими публике видеть их модели, закупщики ходили куда хотели, свободно высказывали мнения и использовали наши имена в своих рекламных проспектах. Новые законы, принятые Синдикатом высокой моды, предписывали закупщикам платить за право присутствовать на каждой презентации, это вынуждало их покупать хотя бы одно платье из новой коллекции, чтобы вернуть свои деньги. А если их бюджет ограничен, что часто встречается в наши дни, они отправляются лишь в некоторые дома. И это ещё не все: пресса, ежедневная демократическая пресса — единственная, которую надо принимать в расчет, — уже не имела права фотографировать во время презентации. А если наконец разрешение получали, снимки можно было опубликовывать лишь через месяц. Подумайте сами, насколько к тому времени они будут актуальны!. 
Последняя модная коллекция датируется 1953 годом. Окончательно Дом закрылся (с крупной задолженностью) в декабре 1954 года, в том же году, когда её великая соперница Коко Шанель вернулась в бизнес. Несмотря на это, Дом моды Скиапарелли за такой короткий промежуток успел:
- получить новые лицензии в США: нижнее белье «Schiaparelli couture lingerie»;
- получить первую лицензию на дизайнерские солнцезащитные очки Haute Couture;
- создать первое смокинг-платье от Haute Couture;
- создать платье «2-en-1»: асимметричное платье, в котором левая часть имеет объемный контур, а правая часть имеет вышитую облегающую форму.

### После 2006 года[57]
В 2007 году бренд приобрел итальянский бизнесмен Диего Делла Валле (англ.), но только когда в сентябре 2013 года был назначен креативный директор — Марко Дзанини, детали возрождения бренда стали достоянием общественности. Дом был номинирован на возвращение в список членов Chambre Syndicale de la Haute Couture и представил свою первую коллекцию в январе 2014 года. Кутюрье Кристиан Лакруа представил коллекцию одежды в дань памяти Скиапарелли в Musee des Arts Decoratifs в 2013 году.
В июне 2024 года в зале отеля Hôtel Salomon de Rothschild Дэниел Розберри представил новую кутюрную коллекцию для Schiaparelli, состоящую из 31 образа. Все образы Розберри посвятил птице Феникс.

## Кино
- 1933 год — «Топаз[фр.]»
- 1937 год — «Каждый день - это праздник» (англ.)
- 1952 год — биографический фильм о Анри де Тулуз-Лотреке «Мулен Руж»

## Последние годы жизни
После закрытия дома моды Скиапарелли в 1954 году Эльза опубликовала свою автобиографию под заголовком «Моя шокирующая жизнь» (Shocking Life). Она жила между своей парижской квартирой и домом в Тунисе. Умерла 13 ноября 1973 года в возрасте 83 лет в Париже, через двадцать лет после выпуска своей последней коллекции. Её похоронили в шёлковом костюме «шокирующего» розового цвета, который она когда-то ввела в моду.
Две внучки Скиапарелли от брака её дочери с дипломатом Робертом Л. Беренсоном — модель Мариса Беренсон и фотограф Берри Беренсон — были связаны с миром моды. В начале 1970-х годов фотографии сестёр регулярно появлялись на страницах журнала Vogue, обе снимались в кино. Мариса добилась бо́льшей известности, сыграв в таких картинах, как «Смерть в Венеции, «Барри Линдон» «Кабаре». В 2014 году она сотрудничала с Юбером де Живанши при подготовке к изданию книги «Личный альбом Эльзы Скиапарелли», в которой были воспроизведены фотографии из личного архива её бабушки. Берри Беренсон погибла 11 сентября 2001 года (она была пассажиркой одного из самолетов, направленных террористами на башни ВТЦ в Нью-Йорке).

## Ароматы
Приведены ароматы, о которых имеются сведения.
- parfum S (одеколон unisex, 1928)
- Skyscraper (oколо 1929) — (парфюмер?)/Р. Лалик (флакон)
- parfum A (около 1930, другое название Etoile De Mer)
- Duo (1930)
- Elippant (1933)
- Shsh (1933)
- Botticelliana (1933)
- Salut De Schiaparelli (1934)
- Schiap (1934)
- Soucic (1934)
- Floraison (1936)
- Shocking! (1936) — Жан Карле/Леонор Фини (флакон)
- Gardenia (1937)
- Le Six (1937)
- Beau Geste (1938)
- La Fiesta (1938)
- Sleeping (1938)
- Eau De Sante (1939)
- Snuff (мужской одеколон,1939)
- La Castle (1940-е)
- So Sweet (1941)
- Stage (1941)
- Sang Sousi (1943)
- Seraphique (1945)
- Le Roy Soleil (1946)
- Eau De Sante (1949)
- Zut (1949)
- Flirtation (1950)
- Choro-Cologne (1952)
- Sport (1952)
- Succes Fou (1952)
- Spring N'Sammer Cologne (1956)
- Si (1957)
- Voyageur (1958)